# Преображенци
Преображенци е село в Югоизточна България. То се намира в община Руен, област Бургас.

## История
Село Преображенци се намира в община Руен, област Бургас, югоизточна част на Република България. Намира се на около 200 м надморска височина, на площ от 15,32кв.км, с около 500 жители
Същото е възникнало в началото на османското владичество. Съществуват сведения в държавен архив, че през 1640 г. е имало 27 български семейства. Населението е било с особен статут в
Османската империя. Това са така наречените „войнуци“ – местна полиция, която имала задача да защитава проходите и са били освободени от редица данъчни задължения. Името на селото идва вероятно от управителя Надир или Надър. По тези места е минавал важния път Варна-Истанбул. На един от проходите в планината има камък с голяма човешка стъпка, която местното население нарича Крали-Марковата стъпка. По тези места през VIII-VI век пр. Хр. живеят тракийски племена „транипси“ и „нипсеи“. През VII век преди създаването на българската държава се настанява славянското племе „севери“. След 681 г. – годината на създаването на Българската държава, тези земи остават във владение на Византия. След похода на хан Тервел през 705 г. те вече са присъединени към България. Има вероятност през тези земи да са преминавали хан Крум и цар Симеон с войските си в отделните походи. През 976 г. тези земи са завладени от Йоан Цмихский, но няколко години по-късно, Самуил успява да ги отвоюва. Окончателно през 1018 г. попадат под Византийска власт. След въстанието на Асеновци, Калоян успява да възстанови българското им владеене през 1204 г. След битката при Черномен през 1371 г. цяла Тракия попада под османска власт. С освобождението на България и Берлинският конгрес през 1878 г. селището остава в Източна Румелия. След Съединението през 1885 г. влиза в границите на България. Преди Илинденско-Преображенското въстание от 1903 г. в Надър емигрират семейства от селата Визица, Граматиково, Кайбиляр (днешно Странджа), Карагеоргиево. По масова вълна на преселение има след погрома на Илинденско-Преображенското въстание. Тогава идва население от Стоилово, Малко Търново, Звездец.
По-известни родове са Англъшеви, Пиперови, Кускунови, Ангел Хулеви, Капитанови, Хамбарджиеви и др.
В Държавен архив гр. Бургас се намират протоколи от църковното настоятелство за периода 1897 г. до 1919 г.и от 1919 г. до 1930 г. По известни църковни настоятели през тези периоди са: Продан Костов, Райко Димитров, Петко Желязков, Пею Георгиев, Петко Димитров, Матю Коичев, Георги Диков, Яни Христов, Янко Костадинов, Цвятко Вълчев. През 1926 г. свещеник в селото става известния Поп Рачо Николов. Същият е и председател на църковното настоятелство. В държавен архив се намират и различни приходно касови ордери, третиращи различните дейности и разходи на църквата. Църквата носи името „Св. св. Константин и Елена“. С годините църквата рухва, за да може през 1996 г. с труда на българи и турци да се възстанови. Новата сграда е осветена лично от Сливенския митрополит Йоаникий. На 14 януари 1928 г. е основано и читалище „Просвета“. През годините до Втората световна война е натрупало близо 382 тома. Училището е създадено през 1928 г. от родолюбиви българи и носи името „Отец Паисий“. Училището и църквата се намират в един двор, който е църковен и е подарен от Борис Ецов от гр. Айтос. Първи учители са били Бодурови, Минчо и Марийка Петрови от Казанлък. Дълги години училището е било Прогимназия. В по-близкото минало директори на училището са били Ирина Велкова, Петко Москов от с. Руен, Вълкана Костадинова, Милка Николова, която впоследствие става Директор на елитното училище „Св. св. Кирил и Методи“ в гр. Бургас. Един от най-будните учители през 1950-те години е учителят Славчо Н.Яков от с. Самуилово община гр. Петрич, които развива художествена самодейност в селото и печели престижни награди, същевременно основава хор на селото и театрална трупа, с която изнася много постановки в околията. С течение на времето училището се превръща в начално и в 2000 г. със заповед на тогавашния Министър на просветата Весели Методиев е закрито, за да работи само като лятна детска градина. Твърде оскъдни са данните за селото преди 1944 г.има запазени известни спомени в държавен архив гр. Бургас. След 9.IX.1944 г. има повече данни. Кметове на селото са били: Пейо Коларов, Продан Грудов, Кольо Демирев, Коста Стойков, Киро Грудов, Димо Янков, Адем Иляз, Назиф Ахмед, Сейфула Мустафа. През 1950 г. се създава ТКЗС „Лисенко“, което просъществува до създаването на /АПК/Аграрно Промишлени Комплекси през 70-те години на 20 век. Първия турчин в селото се заселва през 1969 г., след като Вълю Емуков продава къщата си и се заселва в днешно с. Ветрен. Турците идват от селата Каменяк, Заимчево и др. До 1969 г. в селото са живеели само българи, с изключение 1956 – 1957 г. за кратко копанари, които се изселват в с. Караново. Джамията е построена през 1994 г. През селото минава река Хаджийска, която се влива в курорта Слънчев бряг, на Черно море. Селото е дало две жертви по време на Втората световна война – Петко Стоянов и Кальо Георгиев. Други участници във войната са Пейо Коларов, Яни Петков. През годините населението се занимава със земеделие и животновъдство, а известна малка част са работили в машинно-тракторната станция и в Селкоопа/селска кооперация/в с. Руен. Селото е дало редица юристи, инженери, учители, работници в обществени и партийни организации, минната промишленост, жп транспорта и др. До 1976 г. селото се наименува Надър и с указ на тогавашния Държавен съвет, оглавяван от Тодор Живков, се преименува на с. Преображенци заради голямото преселение на бежанци от Тракия след Илинденско-Преображенското въстание. В държавен архив гр. Бургас са намерени скица на църковния
двор и сградата на училището, както и скица на мястото определено за паметник в с. Надър от 1941 г. утвърдена лично от началник-щаба на войската. Ползувани са материли от Историческа справка, изготвена от Георги Даутев от с. Надър, прочетена на първата земляческа среща на Надърци и Преображенци, организирана и проведена в гр. Айтос, ресторант „Аетос“ на 13.06.2008 г. от Ирина Велкова, бивш Директор на училището. Справката е допълнена от Петко Янев – роден през 1947 г. от Пиперовия род, живеещ в гр. Бургас, к/с Изгрев – бл. 39, по лични спомени – 09.12.2008 г.

## Население

### Етнически състав
Преброяване на населението през 2011 г.
Численост и дял на етническите групи според преброяването на населението през 2011 г.:
|                     | Численост |
| Общо                | 475       |
| Българи             | 75        |
| Турци               | 384       |
| Цигани              | -         |
| Други               | -         |
| Не се самоопределят | -         |
| Неотговорили        | 15        |